# Blue Springs (Nebraska)
Pour les articles homonymes, voir Blue Springs.
Blue Springs est une ville américaine située dans le Comté de Gage, au Nebraska. Selon le recensement de 2010, sa population est de 331 habitants.